# 代恩施泰特
代恩施泰特是德国下萨克森州的一个市镇。总面积20.20平方公里，总人口679人，其中男性339人，女性340人（2011年12月31日），人口密度34人/平方公里。